# Lijst van voetbalinterlands Noord-Ierland - Wales
Deze lijst van voetbalinterlands is een overzicht van alle officiële voetbalwedstrijden tussen de nationale teams van het tot het Verenigd Koninkrijk behorende deel van Ierland (tot december 1922 geheel Ierland, daarna Noord-Ierland) en Wales. De landen hebben tot op heden 96 keer tegen elkaar gespeeld. De eerste ontmoeting, een vriendschappelijke wedstrijd, werd gespeeld in Wrexham op 25 februari 1882. Het laatste duel, een achtste finale van het Europees kampioenschap voetbal 2016, vond plaats op 25 juni 2016 in Parijs (Frankrijk).

## Wedstrijden
| №   | Plaats     | Datum            | Competitie                        | Wedstrijd             | Uitslag |
| --- | ---------- | ---------------- | --------------------------------- | --------------------- | ------- |
| 1   | Wrexham    | 25 februari 1882 | Vriendschappelijk                 | Wales − Ierland       | 7 − 1   |
| 2   | Belfast    | 17 maart 1883    | Vriendschappelijk                 | Ierland − Wales       | 1 − 1   |
| 3   | Wrexham    | 9 februari 1884  | British Home Championship 1884    | Wales − Ierland       | 6 − 0   |
| 4   | Belfast    | 11 april 1885    | British Home Championship 1885    | Ierland − Wales       | 2 − 8   |
| 5   | Wrexham    | 27 februari 1886 | British Home Championship 1886    | Wales − Ierland       | 5 − 0   |
| 6   | Belfast    | 12 maart 1887    | British Home Championship 1887    | Ierland − Wales       | 4 − 1   |
| 7   | Wrexham    | 3 maart 1888     | British Home Championship 1888    | Wales − Ierland       | 11 − 0  |
| 8   | Belfast    | 27 april 1889    | British Home Championship 1889    | Ierland − Wales       | 1 − 3   |
| 9   | Shrewsbury | 8 februari 1890  | British Home Championship 1890    | Wales − Ierland       | 5 − 2   |
| 10  | Belfast    | 7 februari 1891  | British Home Championship 1891    | Ierland − Wales       | 7 − 2   |
| 11  | Bangor     | 27 februari 1892 | British Home Championship 1892    | Wales − Ierland       | 1 − 1   |
| 12  | Belfast    | 5 april 1893     | British Home Championship 1893    | Ierland − Wales       | 4 − 3   |
| 13  | Swansea    | 24 februari 1894 | British Home Championship 1894    | Wales − Ierland       | 4 − 1   |
| 14  | Belfast    | 16 maart 1895    | British Home Championship 1895    | Ierland − Wales       | 2 − 2   |
| 15  | Wrexham    | 29 februari 1896 | British Home Championship 1896    | Wales − Ierland       | 6 − 1   |
| 16  | Belfast    | 6 maart 1897     | British Home Championship 1897    | Ierland − Wales       | 4 − 3   |
| 17  | Llandudno  | 19 februari 1898 | British Home Championship 1898    | Wales − Ierland       | 0 − 1   |
| 18  | Belfast    | 4 maart 1899     | British Home Championship 1899    | Ierland − Wales       | 1 − 0   |
| 19  | Llandudno  | 24 februari 1900 | British Home Championship 1900    | Wales − Ierland       | 2 − 0   |
| 20  | Belfast    | 23 maart 1901    | British Home Championship 1901    | Ierland − Wales       | 0 − 1   |
| 21  | Cardiff    | 22 februari 1902 | British Home Championship 1902    | Wales − Ierland       | 0 − 3   |
| 22  | Belfast    | 28 maart 1903    | British Home Championship 1903    | Ierland − Wales       | 2 − 0   |
| 23  | Bangor     | 21 maart 1904    | British Home Championship 1904    | Wales − Ierland       | 0 − 1   |
| 24  | Belfast    | 8 april 1905     | British Home Championship 1905    | Ierland − Wales       | 2 − 2   |
| 25  | Wrexham    | 2 april 1906     | British Home Championship 1906    | Wales − Ierland       | 4 − 4   |
| 26  | Belfast    | 23 februari 1907 | British Home Championship 1907    | Ierland − Wales       | 2 − 3   |
| 27  | Aberdare   | 11 april 1908    | British Home Championship 1908    | Wales − Ierland       | 0 − 1   |
| 28  | Belfast    | 20 maart 1909    | British Home Championship 1909    | Ierland − Wales       | 2 − 3   |
| 29  | Wrexham    | 11 april 1910    | British Home Championship 1910    | Wales − Ierland       | 4 − 1   |
| 30  | Belfast    | 28 januari 1911  | British Home Championship 1911    | Ierland − Wales       | 1 − 2   |
| 31  | Cardiff    | 13 april 1912    | British Home Championship 1912    | Wales − Ierland       | 2 − 3   |
| 32  | Belfast    | 18 januari 1913  | British Home Championship 1913    | Ierland − Wales       | 0 − 1   |
| 33  | Wrexham    | 19 januari 1914  | British Home Championship 1914    | Wales − Ierland       | 1 − 2   |
| 34  | Belfast    | 14 februari 1920 | British Home Championship 1919/20 | Ierland − Wales       | 2 − 2   |
| 35  | Swansea    | 9 april 1921     | British Home Championship 1920/21 | Wales − Ierland       | 2 − 1   |
| 36  | Belfast    | 4 april 1922     | British Home Championship 1921/22 | Ierland − Wales       | 1 − 1   |
| 37  | Wrexham    | 14 april 1923    | British Home Championship 1922/23 | Wales − Noord-Ierland | 0 − 3   |
| 38  | Belfast    | 15 maart 1924    | British Home Championship 1923/24 | Noord-Ierland − Wales | 0 − 1   |
| 39  | Wrexham    | 18 april 1925    | British Home Championship 1924/25 | Wales − Noord-Ierland | 0 − 0   |
| 40  | Belfast    | 13 februari 1926 | British Home Championship 1925/26 | Noord-Ierland − Wales | 3 − 0   |
| 41  | Cardiff    | 9 april 1927     | British Home Championship 1926/27 | Wales − Noord-Ierland | 2 − 2   |
| 42  | Belfast    | 4 februari 1928  | British Home Championship 1927/28 | Noord-Ierland − Wales | 1 − 2   |
| 43  | Wrexham    | 2 februari 1929  | British Home Championship 1928/29 | Wales − Noord-Ierland | 2 − 2   |
| 44  | Belfast    | 1 februari 1930  | British Home Championship 1929/30 | Noord-Ierland − Wales | 7 − 0   |
| 45  | Wrexham    | 22 april 1931    | British Home Championship 1930/31 | Wales − Noord-Ierland | 3 − 2   |
| 46  | Belfast    | 5 december 1931  | British Home Championship 1931/32 | Noord-Ierland − Wales | 4 − 0   |
| 47  | Wrexham    | 7 december 1932  | British Home Championship 1932/33 | Wales − Noord-Ierland | 4 − 1   |
| 48  | Belfast    | 4 november 1933  | British Home Championship 1933/34 | Noord-Ierland − Wales | 1 − 1   |
| 49  | Wrexham    | 27 maart 1935    | British Home Championship 1934/35 | Wales − Noord-Ierland | 3 − 1   |
| 50  | Belfast    | 11 maart 1936    | British Home Championship 1935/36 | Noord-Ierland − Wales | 3 − 2   |
| 51  | Wrexham    | 17 maart 1937    | British Home Championship 1936/37 | Wales − Noord-Ierland | 4 − 1   |
| 52  | Belfast    | 16 maart 1938    | British Home Championship 1937/38 | Noord-Ierland − Wales | 1 − 0   |
| 53  | Wrexham    | 15 maart 1939    | British Home Championship 1938/39 | Wales − Noord-Ierland | 3 − 1   |
| 54  | Belfast    | 16 april 1947    | British Home Championship 1946/47 | Noord-Ierland − Wales | 2 − 1   |
| 55  | Wrexham    | 10 maart 1948    | British Home Championship 1947/48 | Wales − Noord-Ierland | 2 − 0   |
| 56  | Belfast    | 9 maart 1949     | British Home Championship 1948/49 | Noord-Ierland − Wales | 0 − 2   |
| 57  | Cardiff    | 8 maart 1950     | WK 1950 kwalificatie              | Wales − Noord-Ierland | 0 − 0   |
| 58  | Belfast    | 7 maart 1951     | British Home Championship 1950/51 | Noord-Ierland − Wales | 1 − 2   |
| 59  | Swansea    | 19 maart 1952    | British Home Championship 1951/52 | Wales − Noord-Ierland | 3 − 0   |
| 60  | Belfast    | 15 april 1953    | British Home Championship 1952/53 | Noord-Ierland − Wales | 2 − 3   |
| 61  | Wrexham    | 31 maart 1954    | WK 1954 kwalificatie              | Wales − Noord-Ierland | 1 − 2   |
| 62  | Belfast    | 20 april 1955    | British Home Championship 1954/55 | Noord-Ierland − Wales | 2 − 3   |
| 63  | Cardiff    | 11 april 1956    | British Home Championship 1955/56 | Wales − Noord-Ierland | 1 − 1   |
| 64  | Belfast    | 10 april 1957    | British Home Championship 1956/57 | Noord-Ierland − Wales | 0 − 0   |
| 65  | Cardiff    | 16 april 1958    | British Home Championship 1957/58 | Wales − Noord-Ierland | 1 − 1   |
| 66  | Belfast    | 22 april 1959    | British Home Championship 1958/59 | Noord-Ierland − Wales | 4 − 1   |
| 67  | Wrexham    | 6 april 1960     | British Home Championship 1959/60 | Wales − Noord-Ierland | 3 − 2   |
| 68  | Belfast    | 12 april 1961    | British Home Championship 1960/61 | Noord-Ierland − Wales | 1 − 5   |
| 69  | Cardiff    | 11 april 1962    | British Home Championship 1961/62 | Wales − Noord-Ierland | 4 − 0   |
| 70  | Belfast    | 3 april 1963     | British Home Championship 1962/63 | Noord-Ierland − Wales | 1 − 4   |
| 71  | Swansea    | 15 april 1964    | British Home Championship 1963/64 | Wales − Noord-Ierland | 2 − 3   |
| 72  | Belfast    | 31 maart 1965    | British Home Championship 1964/65 | Noord-Ierland − Wales | 0 − 5   |
| 73  | Cardiff    | 30 maart 1966    | British Home Championship 1965/66 | Wales − Noord-Ierland | 1 − 4   |
| 74  | Belfast    | 12 april 1967    | EK 1968 kwalificatie              | Noord-Ierland − Wales | 0 − 0   |
| 75  | Wrexham    | 28 februari 1968 | EK 1968 kwalificatie              | Wales − Noord-Ierland | 2 − 0   |
| 76  | Belfast    | 10 mei 1969      | British Home Championship 1969    | Noord-Ierland − Wales | 0 − 0   |
| 77  | Swansea    | 25 april 1970    | British Home Championship 1970    | Wales − Noord-Ierland | 1 − 0   |
| 78  | Belfast    | 22 mei 1971      | British Home Championship 1971    | Noord-Ierland − Wales | 1 − 0   |
| 79  | Wrexham    | 27 mei 1972      | British Home Championship 1972    | Wales − Noord-Ierland | 0 − 0   |
| 80  | Liverpool  | 19 mei 1973      | British Home Championship 1973    | Noord-Ierland − Wales | 1 − 0   |
| 81  | Wrexham    | 18 mei 1974      | British Home Championship 1974    | Wales − Noord-Ierland | 1 − 0   |
| 82  | Belfast    | 23 mei 1975      | British Home Championship 1975    | Noord-Ierland − Wales | 1 − 0   |
| 83  | Swansea    | 14 mei 1976      | British Home Championship 1976    | Wales − Noord-Ierland | 1 − 0   |
| 84  | Belfast    | 3 juni 1977      | British Home Championship 1977    | Noord-Ierland − Wales | 1 − 1   |
| 85  | Wrexham    | 19 mei 1978      | British Home Championship 1978    | Wales − Noord-Ierland | 1 − 0   |
| 86' | Belfast    | 26 mei 1979      | British Home Championship 1979    | Noord-Ierland − Wales | 1 − 1   |
| 87  | Cardiff    | 23 mei 1980      | British Home Championship 1980    | Wales − Noord-Ierland | 0 − 1   |
| 88  | Wrexham    | 27 mei 1982      | British Home Championship 1982    | Wales − Noord-Ierland | 3 − 0   |
| 89  | Belfast    | 31 mei 1983      | British Home Championship 1983    | Noord-Ierland − Wales | 0 − 1   |
| 90  | Swansea    | 22 mei 1984      | British Home Championship 1983/84 | Wales − Noord-Ierland | 1 − 1   |
| 91  | Cardiff    | 8 september 2004 | WK 2006 kwalificatie              | Wales − Noord-Ierland | 2 − 2   |
| 92  | Belfast    | 8 oktober 2005   | WK 2006 kwalificatie              | Noord-Ierland − Wales | 2 − 3   |
| 93  | Belfast    | 6 februari 2007  | Vriendschappelijk                 | Noord-Ierland − Wales | 0 − 0   |
| 94  | Dublin     | 27 mei 2011      | Vriendschappelijk                 | Wales − Noord-Ierland | 2 − 0   |
| 95  | Cardiff    | 24 maart 2016    | Vriendschappelijk                 | Wales − Noord-Ierland | 1 − 1   |
| 96  | Parijs     | 25 juni 2016     | EK 2016                           | Wales − Noord-Ierland | 1 − 0   |

## Samenvatting
| Competitie                | Totaal gespeeld | Winst Noord-Ierland | Gelijk | Winst Wales | Doelsaldo Noord-Ierland – Wales |
| ------------------------- | --------------- | ------------------- | ------ | ----------- | ------------------------------- |
| WK-kwalificatie           | 4               | 1                   | 2      | 1           | 6 − 6                           |
| EK-eindronde              | 1               | 0                   | 0      | 1           | 0 − 1                           |
| EK-kwalificatie           | 2               | 0                   | 1      | 1           | 0 − 2                           |
| British Home Championship | 84              | 26                  | 18     | 40          | 123 − 171                       |
| Vriendschappelijk         | 5               | 0                   | 3      | 2           | 3 − 11                          |
| Totaal                    | 96              | 27                  | 24     | 45          | 132 − 191                       |

IFA · A-internationals · Selecties · Bondscoaches · Noord-Iers vrouwenelftal · Brits olympisch elftal · N-Ierland U21 · N-Ierland U20 · N-Ierland U19 · N-Ierland U18 · N-Ierland U17 · N-Ierland U16
1882 – 1899 ·
1900 – 1919 ·
1920 – 1929 ·
1930 – 1939 ·
1940 – 1949 ·
1950 – 1959 ·
1960 – 1969 ·
1970 – 1979 ·
1980 – 1989 ·
1990 – 1999 ·
2000 – 2009 ·
2010 – 2019 ·
2020 – 2029
EK 2016
WK 1958 · 
WK 1982 · 
WK 1986
1921 · 
1922 · 
1923 · 
1924 · 
1925 · 
1926 · 
1927 · 
1928 · 
1929 · 
1930 · 
1931 · 
1932 · 
1933 · 
1934 · 
1935 · 
1936 · 
1937 · 
1938 · 
1939 · 
1940 · 1941 · 1942 · 1943 · 1944 · 1945 · 
1946 · 
1947 · 
1948 · 
1949 · 
1950 · 
1952 · 
1952 · 
1953 · 
1954 · 
1955 · 
1956 · 
1957 · 
1958 · 
1959 · 
1960 · 
1961 · 
1962 · 
1963 · 
1964 · 
1965 · 
1966 · 
1967 · 
1968 · 
1969 · 
1970 · 
1971 · 
1972 · 
1973 · 
1974 · 
1975 · 
1976 · 
1977 · 
1978 · 
1979 · 
1980 · 
1981 · 
1982 · 
1983 · 
1984 · 
1985 · 
1986 · 
1987 · 
1988 · 
1989 · 
1990 ·
1991 · 
1992 · 
1993 · 
1994 · 
1995 · 
1996 · 
1997 · 
1998 · 
1999 · 
2000 · 
2001 · 
2002 · 
2003 · 
2004 · 
2005 · 
2006 · 
2007 · 
2008 · 
2009 · 
2010 · 
2011 · 
2012 · 
2013 · 
2014 · 
2015 · 
2016 · 
2017 · 
2018 · 
2019 · 
2020 · 
2021 ·
2022 ·
2023 ·
2024
Albanië ·
Algerije ·
Andorra ·
Argentinië ·
Armenië ·
Australië ·
Azerbeidzjan ·
Barbados ·
België ·
Bosnië en Herzegovina ·
Brazilië ·
Bulgarije ·
Canada ·
Chili ·
Colombia ·
Costa Rica ·
Cyprus ·
Denemarken ·
Duitsland ·
Engeland ·
Estland ·
Faeröer ·
Finland ·
Frankrijk ·
Georgië · 
Griekenland ·
Honduras ·
Hongarije ·
Ierland ·
IJsland ·
Israël ·
Italië ·
Joegoslavië ·
Kazachstan ·
Kosovo ·
Kroatië ·
Letland ·
Liechtenstein ·
Litouwen ·
Luxemburg · 
Malta ·
Marokko ·
Mexico ·
Moldavië ·
Montenegro ·
Nederland ·
Nieuw-Zeeland ·
Noorwegen ·
Oekraïne ·
Oostenrijk ·
Panama ·
Polen ·
Portugal ·
Qatar ·
Roemenië ·
Rusland ·
Saint Kitts en Nevis ·
San Marino ·
Schotland ·
Servië ·
Servië en Montenegro ·
Slovenië ·
Slowakije ·
Sovjet-Unie ·
Spanje ·
Thailand ·
Trinidad en Tobago ·
Tsjechië ·
Tsjecho-Slowakije ·
Turkije ·
Uruguay ·
Verenigde Staten ·
Wales ·
Wit-Rusland · 
Zuid-Korea ·
Zweden ·
Zwitserland
Frankrijk (1982) · Oekraïne (2016) · Oostenrijk (1982) · Polen (2016)
FAW · A-internationals · Bondscoaches · Statistieken · Welsh vrouwenelftal · Brits olympisch elftal · Wales U21 · Wales U20 · Wales U19 · Wales U18 · Wales U17 · Wales U16
1876 – 1899 ·
1900 – 1919 ·
1920 – 1929 ·
1930 – 1939 ·
1940 – 1949 ·
1950 – 1959 ·
1960 – 1969 ·
1970 – 1979 ·
1980 – 1989 ·
1990 – 1999 ·
2000 – 2009 ·
2010 – 2019 ·
2020 − 2029
EK 2016 · 
EK 2020
WK 1958
1876 · 
1877 · 
1878 · 
1879 · 
1880 · 
1881 · 
1882 · 
1883 · 
1884 · 
1885 · 
1886 · 
1887 · 
1888 · 
1889 · 
1890 · 
1891 · 
1892 · 
1893 · 
1894 · 
1895 · 
1896 · 
1897 · 
1898 · 
1899 · 
1900 · 
1901 · 
1902 · 
1903 · 
1904 · 
1905 · 
1906 · 
1907 · 
1908 · 
1909 · 
1910 · 
1911 · 
1912 · 
1913 · 
1914 · 
1915 · 1916 · 1917 · 1918 · 1919 · 
1920 · 
1921 · 
1922 · 
1923 · 
1924 · 
1925 · 
1926 · 
1927 · 
1928 · 
1929 · 
1930 · 
1931 · 
1932 · 
1933 · 
1934 · 
1935 · 
1936 · 
1937 · 
1938 · 
1939 · 
1940 · 1941 · 1942 · 1943 · 1944 · 1945 · 
1946 · 
1947 · 
1948 · 
1949 · 
1950 · 
1952 · 
1952 · 
1953 · 
1954 · 
1955 · 
1956 · 
1957 · 
1958 · 
1959 · 
1960 · 
1961 · 
1962 · 
1963 · 
1964 · 
1965 · 
1966 · 
1967 · 
1968 · 
1969 · 
1970 · 
1971 · 
1972 · 
1973 · 
1974 · 
1975 · 
1976 · 
1977 · 
1978 · 
1979 · 
1980 · 
1981 · 
1982 · 
1983 · 
1984 · 
1985 · 
1986 · 
1987 · 
1988 · 
1989 · 
1990 · 
1991 · 
1992 · 
1993 · 
1994 · 
1995 · 
1996 · 
1997 · 
1998 · 
1999 · 
2000 · 
2001 · 
2002 · 
2003 · 
2004 · 
2005 · 
2006 · 
2007 · 
2008 · 
2009 · 
2010 · 
2011 · 
2012 · 
2013 · 
2014 · 
2015 · 
2016 · 
2017 ·
2018 ·
2019 ·
2020 ·
2021 ·
2022 ·
2023
Albanië ·
Andorra ·
Argentinië ·
Armenië ·
Australië ·
Azerbeidzjan ·
België ·
Bosnië en Herzegovina ·
Brazilië ·
Bulgarije ·
Canada ·
Chili ·
China ·
Costa Rica ·
Cyprus ·
DDR ·
Denemarken ·
Duitsland ·
Engeland ·
Estland ·
Faeröer ·
Finland ·
Frankrijk ·
Georgië ·
Gibraltar ·
Griekenland ·
Hongarije ·
Ierland ·
IJsland ·
Iran ·
Israël ·
Italië ·
Jamaica ·
Japan ·
Joegoslavië ·
Kazachstan ·
Koeweit ·
Kroatië ·
Letland ·
Liechtenstein ·
Luxemburg ·
Malta ·
Mexico ·
Moldavië ·
Montenegro ·
Nederland ·
Nieuw-Zeeland ·
Noord-Ierland ·
Noord-Macedonië ·
Noorwegen ·
Oekraïne ·
Oostenrijk ·
Panama ·
Paraguay ·
Polen ·
Portugal · 
Qatar ·
Roemenië ·
Rusland ·
San Marino ·
Saoedi-Arabië ·
Schotland ·
Servië ·
Servië en Montenegro ·
Slovenië ·
Slowakije ·
Sovjet-Unie ·
Spanje ·
Trinidad & Tobago ·
Tsjechië ·
Tsjecho-Slowakije ·
Tunesië ·
Turkije ·
Uruguay ·
Verenigde Staten ·
Wit-Rusland ·
Zuid-Korea ·
Zweden ·
Zwitserland
Engeland (2016) · 
Denemarken (2021) · 
Italië (2021) · 
Rusland (2016) ·
Slowakije (2016) · 
Turkije (2021) · 
Zwitserland (2021)